# Louis de Rouvroy, Duque de Saint-Simon
Louis de Rouvroy, duque de Saint-Simon, (16 de janeiro de 1675 – 2 de março de 1755) , foi um soldado, diplomata e memorialista francês. Ele nasceu em Paris, no Hôtel Selvois, situado na rua Taranne, 6 (demolido em 1876 para dar lugar ao Boulevard Saint-Germain). A nobreza ducal da família (Pariato da França), concedida em 1635 a seu pai Claude de Rouvroy (1608-1693), serviu como perspectiva e tema na vida e nos escritos de Saint-Simon. Ele foi o segundo e último Duque de Saint-Simon.
Suas enormes memórias são um clássico da literatura francesa, dando o relato mais completo e vivo da corte no Palácio de Versalhes de Luís XIV e da Regência no início do reinado de Luís XV.

## Pariato da França

Coroa e manto dos duques e pares da França.

Homens de sangue mais nobre (na visão de Saint-Simon) não poderiam ser, e na maioria dos casos não eram, pares na França. Derivado, pelo menos tradicional e imaginativamente, dos douze pairs (doze pares) de Carlos Magno, o Pariato da França deveria ser, literalmente, o escolhido da noblesse, considerado a partir de então a encarnação da nobreza francesa “por excelência”. A sua preeminência jurídica derivava da filiação hereditária no Parlamento de Paris, a mais alta das assembleias judiciais e legislativas da França. A rigor, um título de nobreza francês (geralmente vinculado a um duque) foi concedido em favor de um feudo designado e não ao titular per se. A ambição de sua vida foi a conversão dos pares da França em um Grande Conselho da Nação.
A sede principal da família, onde foram escritas as Memórias de Saint-Simon, ficava em La Ferté-Vidame, comprada por seu pai logo após sua elevação ao ducado. O castelo trouxe consigo o antigo título, Vidame de Chartres, usado como estilo de cortesia pelo único filho do duque até os dezoito anos. Como foi atribuído a um personagem idoso do conhecido romance da corte La Princesse de Clèves, publicado em 1678, apenas três anos após o nascimento de Saint-Simon, sua chegada à corte quando jovem pode ter sido menos imperceptível do que em outra situação.

## Biografia

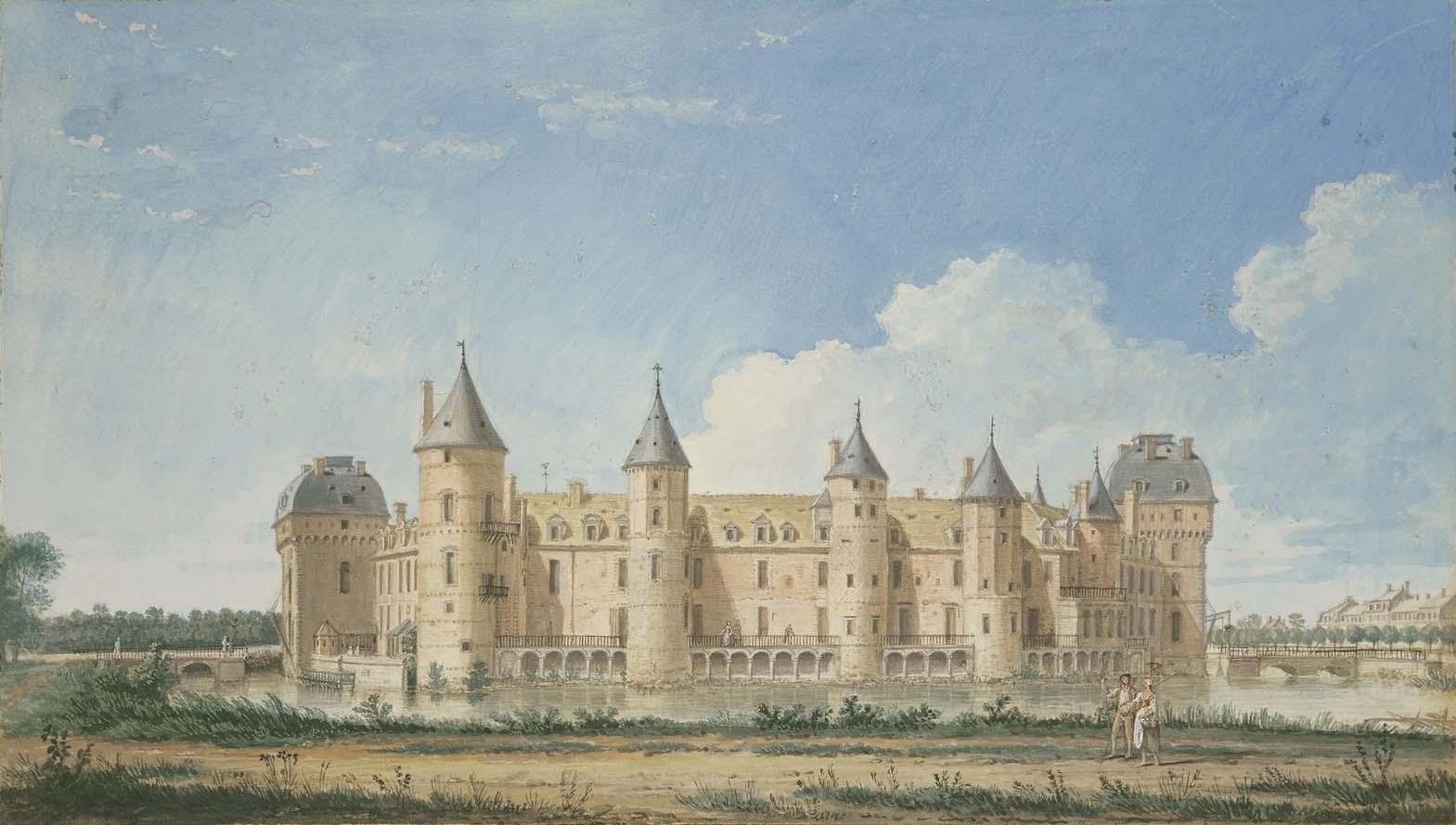
Castelo de La Ferté-Vidame, fachada sul, cerca de 1750, por Louis-Nicolas Van Blarenberghe, Museu de Belas Artes de Boston.

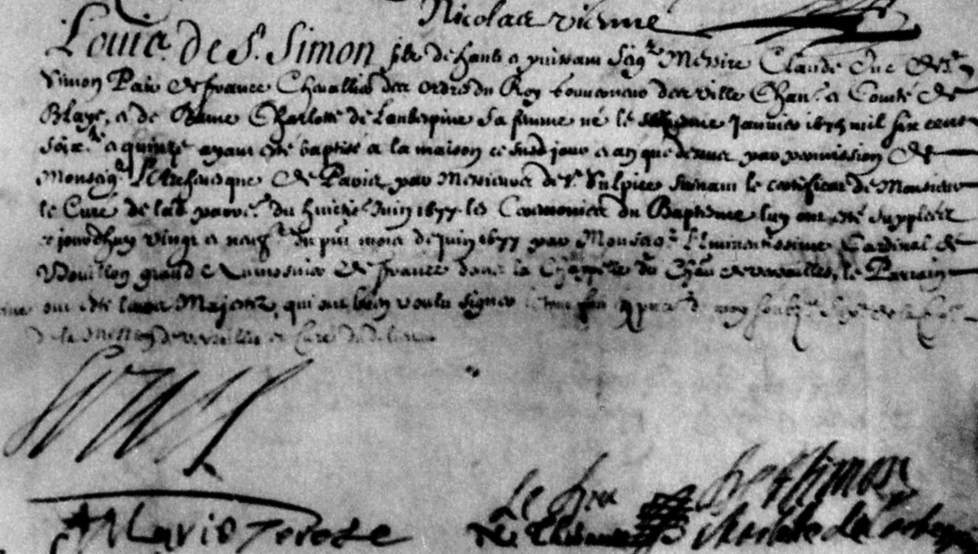
Certificado de batismo de Saint-Simon, assinado pelo rei e pela rainha, canto inferior esquerdo. Arquivos do Castelo de Versalhes.

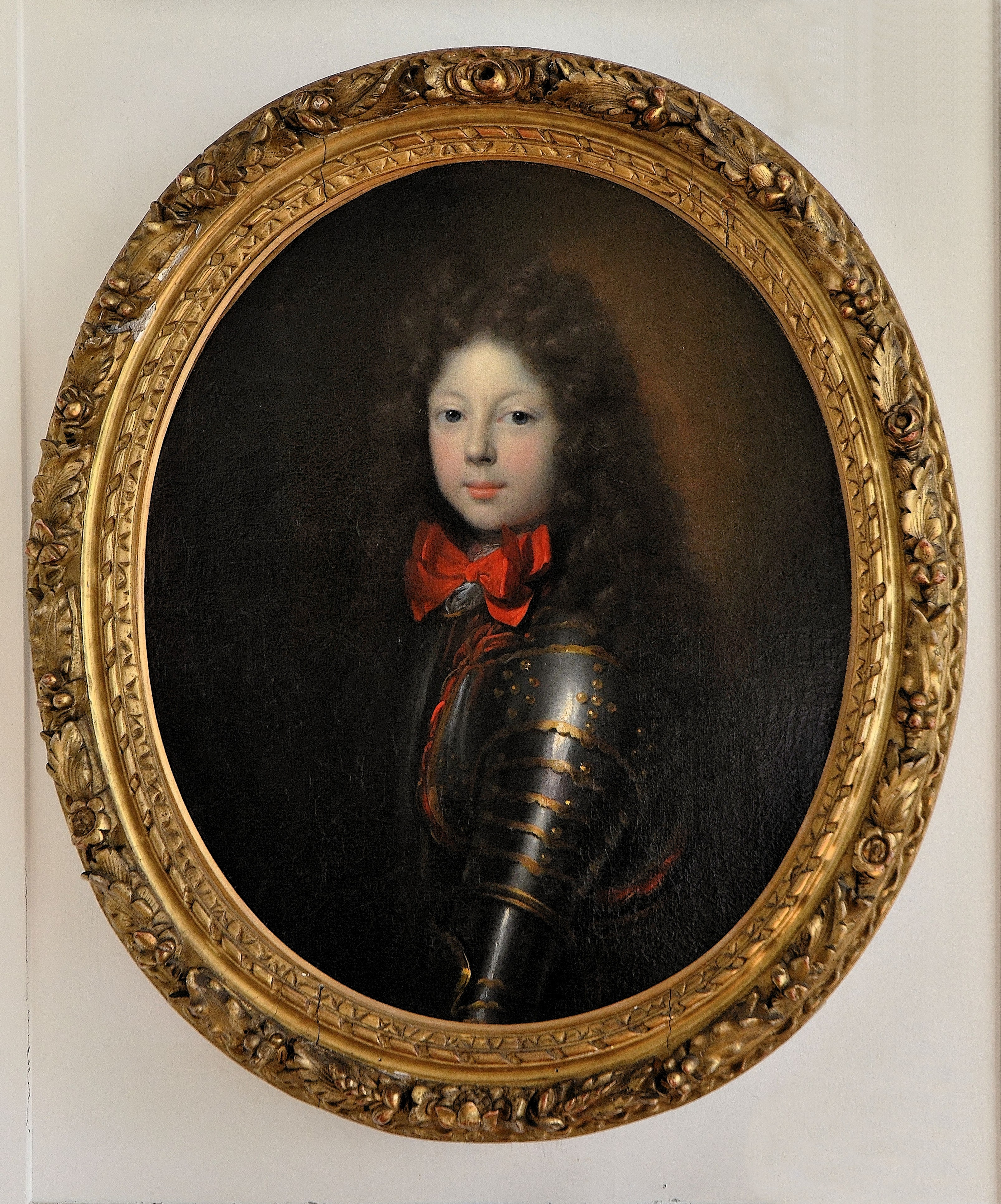
Retrato de um jovem Saint-Simon, de Hyacinthe Rigaud, c. 1685

Seu pai, Claude de Rouvroy, o primeiro duque, era um homem alto e taciturno que gostava de caçar. Louis de Saint-Simon era o oposto: tagarela, muito mais baixa e preferindo a vida dentro de casa. Seu pai era o companheiro de caça favorito de Luís XIII. O rei Luís nomeou seu pai Mestre dos Wolfhounds antes de conceder-lhe um ducado em 1635, ainda jovem. Ele tinha 68 anos quando Louis nasceu. Saint-Simon ficou em décimo terceiro lugar na ordem de precedência dentre os dezoito duques da França. Sua mãe, Charlotte de L'Aubespine, filha de François, Marquês de Hauterive com sua esposa, Eléonore de Volvire, marquesa de Ruffec, descendente de uma família distinta, nobre desde pelo menos a época de Francisco I.
Ela era uma mulher formidável cuja palavra era lei na família, tornando-se ainda mais na velhice extrema. Seu filho Louis, de quem Luís XIV e a Rainha Maria Teresa foram padrinhos, foi bem educado, em grande parte por ela. Depois com mais aulas dos Jesuítas, ele se juntou aos Mosqueteiros da Guarda em 1692, servindo no Cerco de Namur (1692) e na Batalha de Neerwinden (1693). Então ele embarcou na missão de sua vida pronunciando-se sobre a precedência entre os Pares franceses, muito contra as ordens e interesses de François-Henri de Montmorency, duque de Luxemburgo, seu general vitorioso.
Em 1695, casou-se com Marie-Gabrielle de Durfort, filha de Guy Aldonce de Durfort, 1º Duque de Lorges, um marechal da França, servindo mais tarde sob o comando do duque. Ele parece tê-la considerado com um respeito e carinho incomuns entre marido e mulher naquela época e ela às vezes conseguia suprimir seus ideais pomposos. Como não recebeu mais promoção no exército, renunciou ao cargo em 1702, incorrendo assim no descontentamento de Luís XIV. Ele manteve sua posição na corte, mas apenas com dificuldade, mergulhando depois nas intrigas Versalhes, recorrendo a uma coleção de informantes, tanto duques quanto servos, o que mais tarde lhe rendeu o benefício de uma quantidade extraordinária de informações privilegiadas.
Saint-Simon, por sua vez, parece ter desempenhado apenas um papel intermediário na vida da corte. Ele foi nomeado embaixador em Roma em 1705, mas a nomeação foi cancelada antes de sua partida. Por fim, ele se uniu a Filipe II, duque de Orléans, sobrinho de Luís XIV e futuro regente. Embora isso dificilmente o agradasse a Luís, pelo menos deu-lhe o status de pertencer a um partido definido e acabou por colocá-lo na posição de amigo do chefe de estado em exercício. Ele também se aliou a Luís, Duque da Borgonha, filho do Delfim e próximo herdeiro do trono francês.
Saint-Simon odiava "os bastardos", filhos ilegítimos de Luís XIV, e não apenas porque lhes foi concedida precedência cerimonial acima dos pares da França. O Saint-Simon que é revelado através das Mémoires tinha muitos inimigos e um ódio retribuído por diversos cortesãos. No entanto, convém recordar que essas reminiscências foram escritas 30 anos depois dos factos, por um homem desiludido, e que Saint-Simon manteve relações agradáveis ou pelo menos corteses com a maioria dos seus colegas cortesãos.
A morte de Luís XIV parecia ter dado a Saint-Simon a oportunidade de concretizar as suas esperanças. O duque de Orleans tornou-se regente e Saint-Simon foi nomeado para o seu Conselho de Regência. Mas não foram tomadas medidas para concretizar a sua "visão preferida" de uma França governada pela elite nobre, expondo quão pouca influência real ele tinha junto do regente. Ele ficou um tanto satisfeito com a degradação dos "bastardos" em 1718 e, em 1721, foi nomeado embaixador extraordinário na Espanha para facilitar o casamento de Luís XV e da Infanta Mariana Vitória de Bourbon (o que, no entanto, nunca aconteceu). Enquanto estava na Espanha, ele conseguiu, no entanto, um título de Grandeza, que mais tarde passou para seu segundo filho. Apesar de ter contraído varíola, ficou bastante satisfeito com seus esforços ali: dois títulos ducais (grandes eram reconhecidos na França como duques). Saint-Simon não estava ansioso, ao contrário da maioria das outras nobres, em adquirir funções lucrativas, e não usou a sua influência para reparar as suas finanças, que foram ainda mais diminuídas pela extravagância da sua embaixada.
Após seu retorno à França, ele teve pouco a ver com assuntos públicos. Seu próprio relato sobre o fim de sua intimidade com Orléans e Guillaume Dubois, este último nunca tendo sido seu amigo, é bastante vago e duvidoso, como sua descrição de alguns outros acontecimentos de sua própria vida. Mas não há dúvida de que ele foi eclipsado e até mesmo expulso do Castelo de Meudon pelo Cardeal Dubois. Ele sobreviveu por mais de trinta anos, mas pouco se sabe sobre o resto de sua vida. Sua esposa morreu em 1743, seu filho mais velho um pouco mais tarde. Ele tinha outros problemas familiares e estava cheio de dívidas. O ducado do qual ele tanto se orgulhava terminou com ele, e sua única neta não teve filhos.
Ele morreu em Paris em 2 de março de 1755, tendo sobrevivido quase inteiramente à sua própria geração e esgotado a riqueza de sua família, embora não sua notoriedade. Um parente distante, Claude Henri de Rouvroy, Conde de Saint-Simon, nascido cinco anos depois da morte do duque, é lembrado como um precursor intelectual do socialismo.
Todos os seus bens, incluindo seus escritos, foram apreendidos pela Coroa após sua morte. Suas Mémoires foram mantidas sob sequestro e só circularam por meio de cópias e trechos privados até a restituição do manuscrito aos seus herdeiros em 1828. Embora seus apêndices e documentos de apoio estivessem dispersos, este sequestro foi finalmente creditado pela preservação de suas memórias.

## Fama como escritor

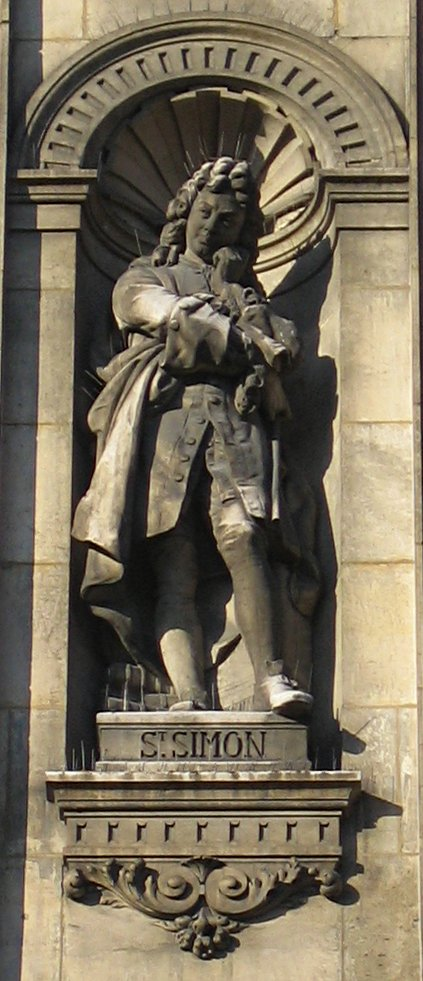
Estátua de Saint-Simon, Hôtel de Ville, Paris

Postumamente, ele adquiriu grande fama literária. Era um escritor infatigável e começou muito cedo a registrar todas as fofocas que coletava, todas as suas intermináveis disputas legais sobre precedência e uma vasta massa de material não classificado. A maioria de seus manuscritos foram recuperados pela Coroa e demorou muito para que seu conteúdo fosse totalmente publicado: em parte na forma de notas no Diário de Philippe de Courcillon, o Marquês de Dangeau, em parte em memórias originais e independentes, parcialmente em extratos dispersos e variados, pois ele havia colocado no papel uma imensa quantidade de material.
Saint-Simon acreditava que poderia melhorar a crônica seca dos eventos de Dangeau com seu próprio estilo narrativo vívido. Segundo Charles Henry Conrad Wright, “tomando Dangeau como fundamento, ele percorre o mesmo terreno, às vezes copiando, mais frequentemente desenvolvendo ou inserindo informações adicionais, fruto de uma observação mais aguçada”.
As Mémoires de Saint-Simon apresentam uma nota muito realista. Por um lado, ele é mesquinho e injusto com os inimigos privados e com aqueles que defendiam opiniões públicas contrárias às suas, além de ser um fofoqueiro incessante. No entanto, mostra uma grande habilidade narrativa e de desenho de personagens, sendo até comparado aos historiadores Tito Lívio e Tácito. Ele não é um escritor que possa ser facilmente interpretado, na medida em que suas passagens mais características às vezes ocorrem em meio a longos trechos de diatribe bastante desinteressantes. Seu vocabulário era extremo e inventivo. Considera-se que ele usou pela primeira vez a palavra "intelectual" como substantivo. "Patriota" e "publicidade" também são credenciados como introduzidos por ele em seu uso atual.
Alguns estudos críticos sobre ele, especialmente os de Charles Augustin Sainte-Beuve, são a base de muito que foi escrito a seu respeito. Suas passagens mais famosas, como o relato da morte do Delfim, ou do Lit de justice onde seu inimigo, Luís Augusto de Bourbon, Duque de Maine, foi degradado, não dão uma ideia justa de seu talento. Essas são as suas peças célebres, os seus grandes “motores”, como os chama a gíria da arte francesa. Muito mais notáveis e mais frequentes são os toques repentinos que ele dá.
Os bispos são "cuistres violets" (pedantes púrpuras). "(François Lefebvre de Caumartin]]) porte sous son manteau toute la faculté que M. de Villeroy étale sur son baudrier" (Caumartin guarda sob seu manto todo o poder que Villeroy exibe em sua bainha). Outro político tem uma "mine de chat fâché" (aparência de um gato descontente). Em suma, o interesse de suas Mémoires está no romance e no uso hábil de palavras e frases.
Em Uma Breve História da Literatura Francesa, as Mémoires são descritas como "vastas e desconexas... uma das obras-primas menos lidas da época" que "nos fornecem não apenas uma imagem da miséria e da mesquinhez que muitas vezes fica por trás da fachada brilhante da corte, mas também com o ângulo preciso de percepção de um cortesão sênior. Essa é uma narrativa em prosa em escala monumental, é difícil dizer até que ponto é ficção, mas nessa área a distinção não é fundamental, já que o que importa é a reconstrução imaginativa de um mundo perdido (Proust não deve pouco a Saint-Simon)".
Ele teve uma influência profunda em escritores, incluindo Tolstoi, Jules Amédée Barbey d'Aurevilly, Flaubert, Ramón María del Valle-Inclán, Proust, Manuel Mujica Láinez e muitos outros.

## Família

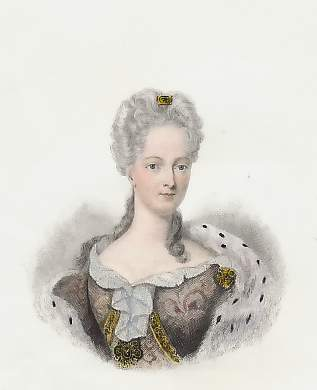
Marie-Gabrielle de Durfort.

Saint-Simon casou-se com Marie-Gabrielle de Durfort (filha de Guy Aldonce de Durfort, duque de Lorges), em 8 de abril de 1695, no Hôtel de Lorges em Paris.
Eles tiveram três filhos:
1. Charlotte de Rouvroy (8 de setembro de 1696 – 29 de setembro de 1763) casou-se com Charles-Louis de Henin-Liétard d'Alsace, "Príncipe de Chimay"; eles não tiveram filhos. Ele era irmão de Thomas Philip Wallrad d'Alsace-Boussut de Chimay, o Cardeal d'Alcase.
2. Jacques Louis de Rouvroy, duque de Ruffec (29 de julho de 1698 – 15 de julho de 1746) casou-se, em 1727, com Cathérine Charlotte Thérèse de Gramont (falecida em 1755), filha do duque de Gramont (viúva de Philippe Alexandre, duque de Bournonville), sem deixar filhos;[3][10]
3. Armand-Jean de Rouvroy (12 de abril de 1699 – 20 de maio de 1754) casou-se com Marie Jeanne Louise, filha de Nicolas Prosper Bauyn d'Angervilliers; eles tiveram uma filha.

Sua neta Marie Christine de Rouvroy, Mademoiselle de Ruffec (filha de Jacques Louis) casou-se com um filho de Luísa Hipólita, Princesa de Mônaco em 1749, tornando-se a "Condessa de Valentinois ".

## Links externos
- Obras de Louis de Rouvroy (em inglês) no Projeto Gutenberg
- Obras de ou sobre Louis de Rouvroy, Duque de Saint-Simon no Internet Archive
- Louis de Rouvroy, Duque de Saint-Simon no Projeto Gutenberg
- The complete Memoirs Online (in French)